# Takalik Abaj
Takalik Abaj (též Tak'alik A'baj) je předkolumbovské archeologické naleziště v Guatemale. Nachází se přibližně 190 km jihozápadně od Ciudad de Guatemala, v departementu Retalhuleu. Je jedním z mála míst v Mezoamerice, kde se prolínají olmécká a mayská kultura. Sídlo vzkvétalo především v předklasickým a klasickým mezoamerickým období, tzn. mezi 9. století př. n. l. a 10. století n. l. Bylo významným obchodním centrem. Od září 2023 je lokalita zapsána na seznamu světového dědictví UNESCO.

## Historie
Leží v nadmořské výšce 600 m n. m. na jižním úpatí vulkanického pásu Sierra Madre de Chiapas, který se táhne podél pobřeží Tichého oceánu. Jeho lokalizace v přirozeně strategickém bodě, ve kterém přechází hory do pacifické pobřežní nížiny, musela být vybrána záměrně, aby umožnila Tak'alik Ab'aj fungovat jako spojovací bod v síti obchodních tras. Vzhledem ke své poloze se lokalita vyvinula v jedno z důležitých hospodářských a kulturních center předkolumbovské Mezoameriky. Mimořádné bohatství Tak’alik Ab’aj vychází jistě z jeho zásadní rolí v obchodním systému, který umožňoval dálkovou přepravu produktů a surovin v obou směrech mezi regionem šíje Tehuantepec a dnešním Salvadorem. Spolu s cestujícími obchodníky se tu mísily také myšlenky a tradice. V tomto historickém procesu fungoval Tak'alik Ab'aj jako hlavní protagonista a katalyzátor ve vztahu, který existoval mezi Olméky a oblastí Mayů. Stal se tak místem spojení mezi dvěma rozdílnými ideologickými systémy.

## Popis
Charakteristický pro lokalitu je souvislý sestup do pobřežní nížiny v podobě přírodních teras a svahů protkaných četnými řekami a potoky, které odvádějí vodu z hor a ústí nakonec do Tichého oceánu. Svažitá topografie krajiny určovala způsob, jakým starověcí architekti navrhovali komunikace a rozmístili hlavní obřadní skupiny budov. Svahy byly upravoveny na sérii 10 po sobě jdoucích teras na ploše 6,5 km². Čtyři hlavní architektonické skupiny, každá pojmenovaná podle svého umístění v rámci lokality, jsou: Severní, Západní, Centrální a Jižní. V areálu Takalik Abaj se nacházejí mimo jiné 2 hřiště pro míčovou hru, výjimečný vodohospodářský systém odvodnění, parní lázně temazcal či hrobky. Městské centrum, kde se nachází 88 struktur a 364 vytesaných kamenných monumentů (např. stély, oltáře), je dnes rozmístěno na pozemcích pěti kávových farem.

## Fotogalerie

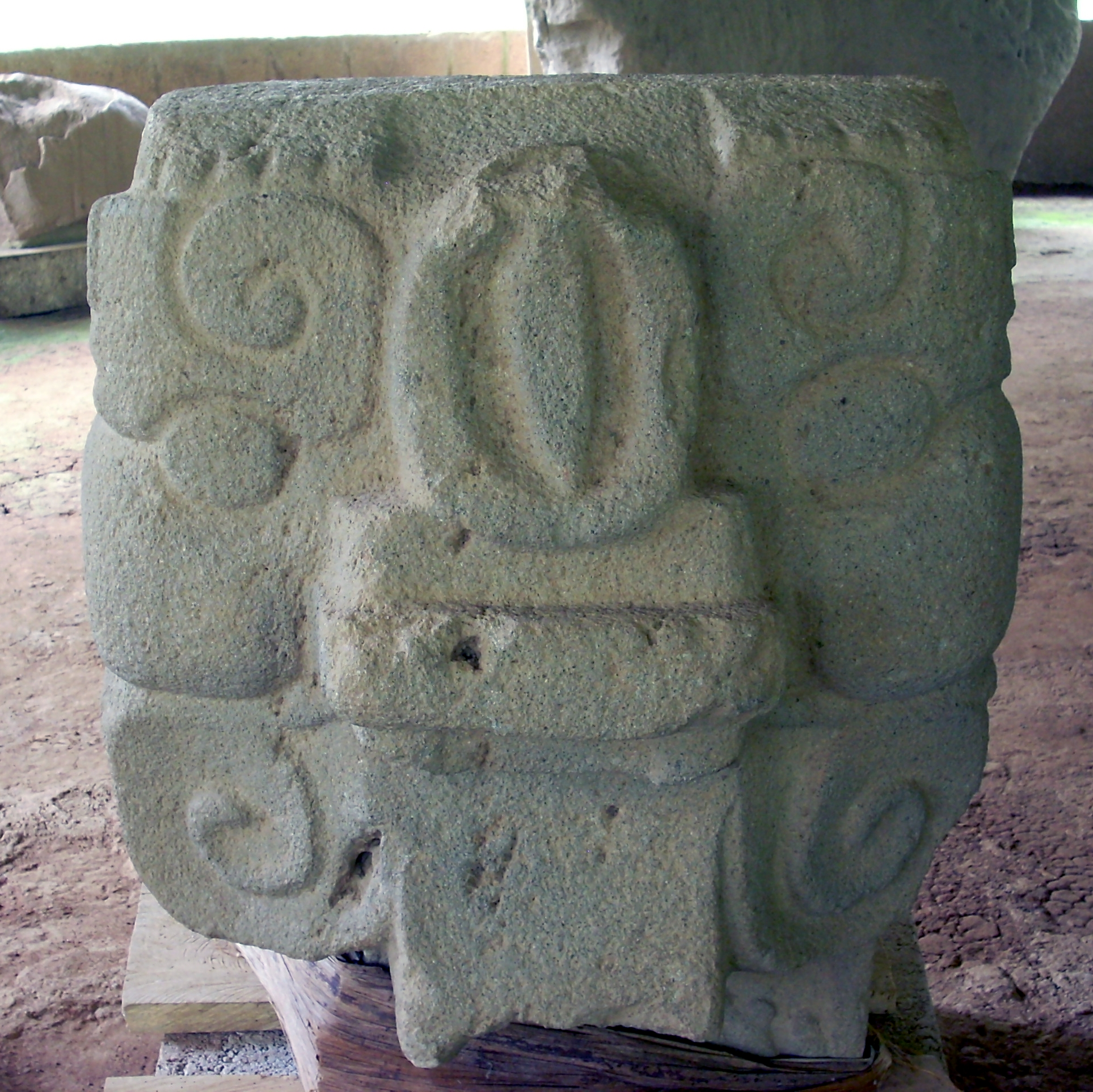
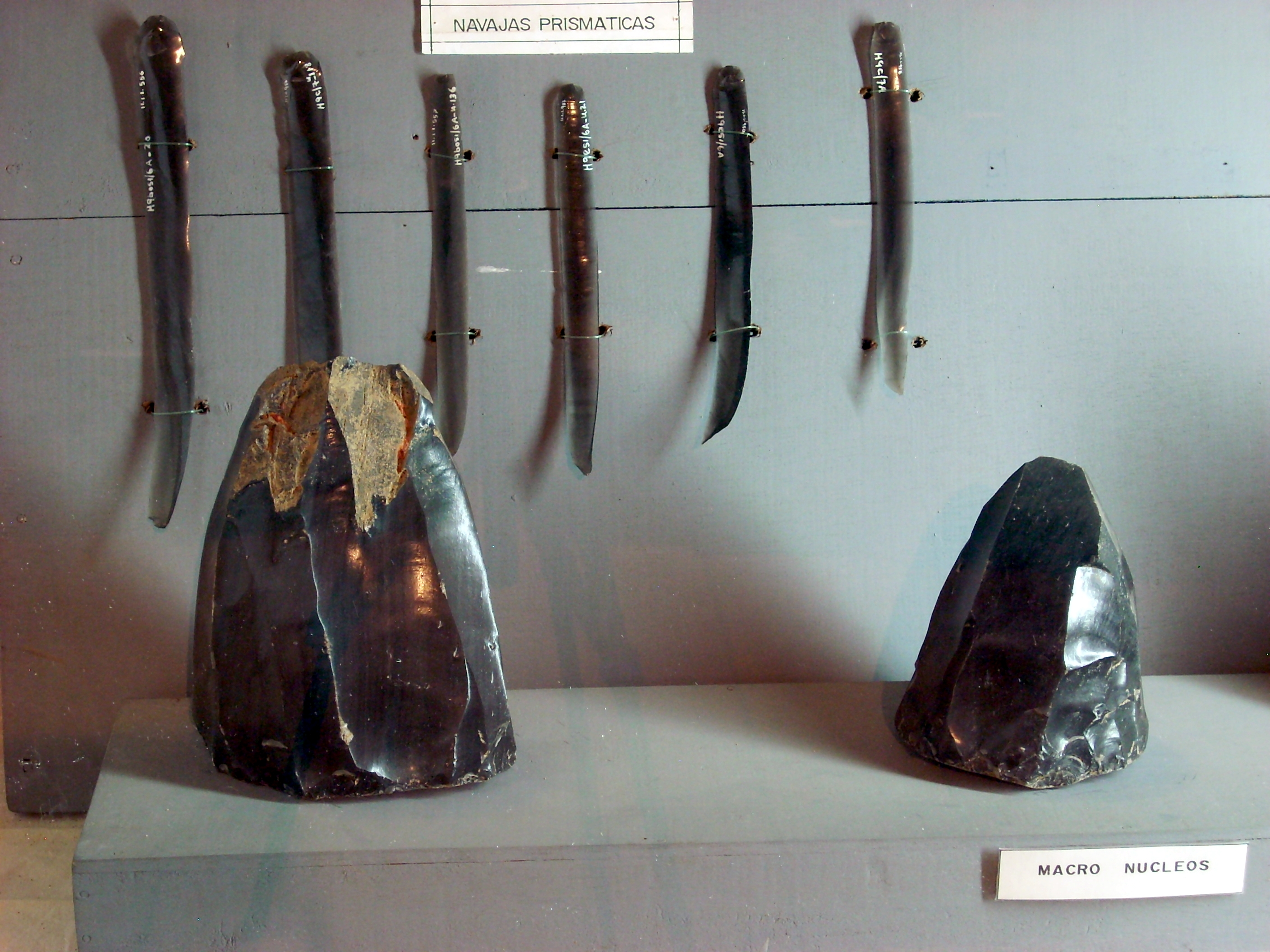
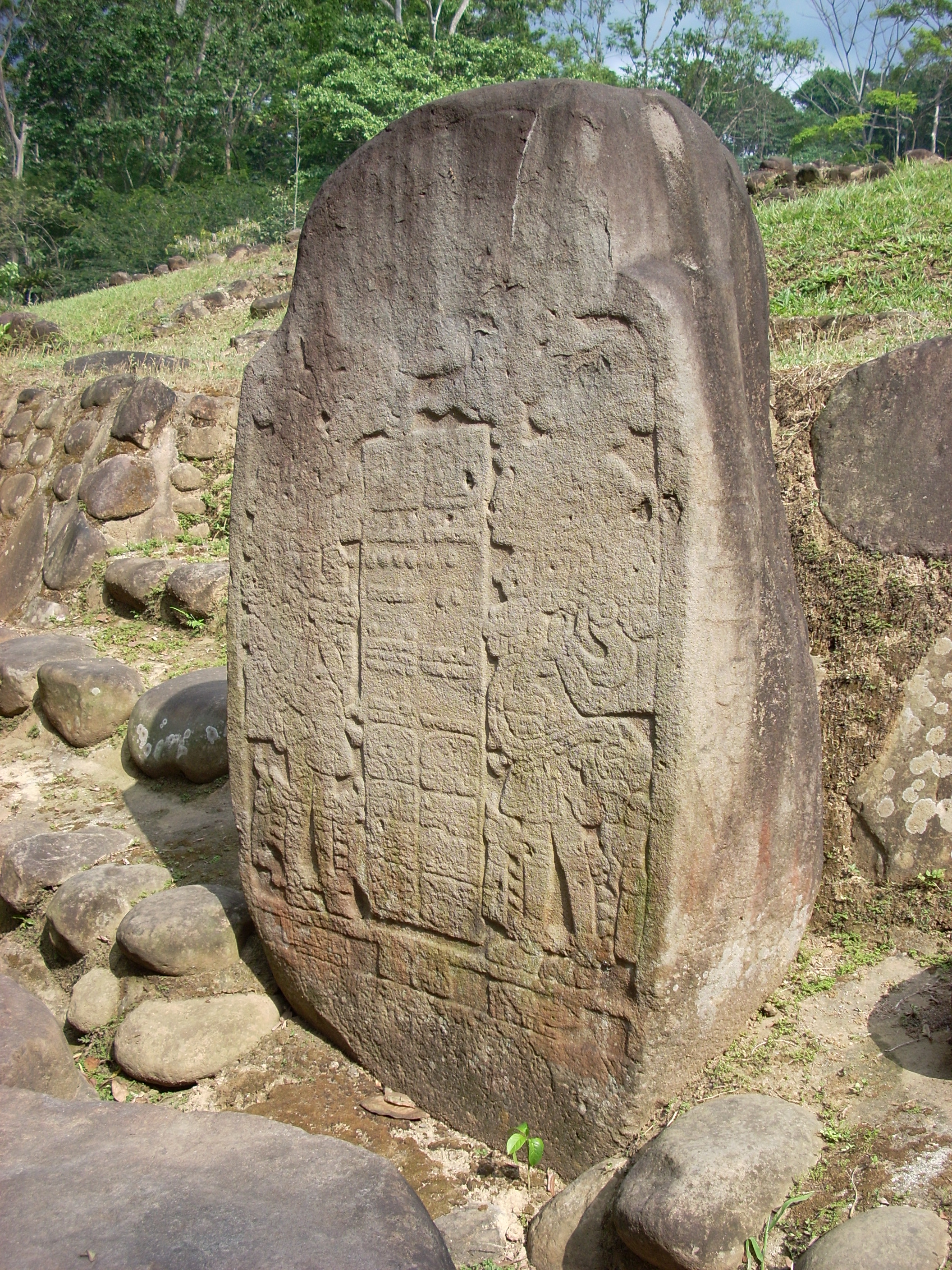
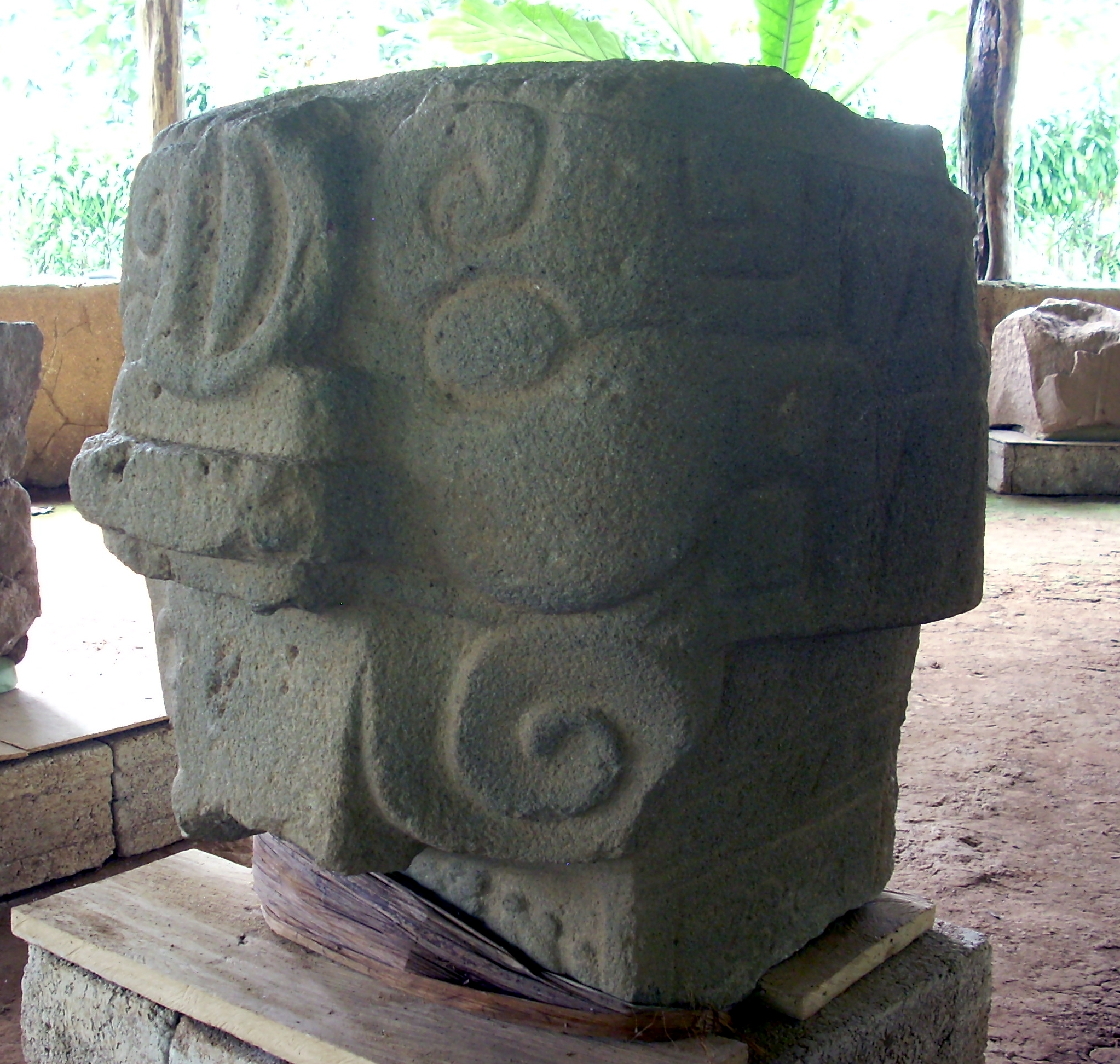